# Todier à bec large
Todus subulatus
Espèce
Statut de conservation UICN

 LC  : Préoccupation mineure
Le Todier à bec large (Todus subulatus) est une espèce d'oiseaux appartenant à la famille des Todidae.
Il est endémique de l'île d'Hispaniola et se rencontre principalement dans les zones arides à faibles altitudes.

Distribution de l'espèce.